# Pediomelum trinervatum
Pediomelum trinervatum là một loài thực vật có hoa trong họ Đậu. Loài này được Rydb. miêu tả khoa học đầu tiên năm 1919.